# Aleksandr Puchkov
Aleksandr Puchkov (en ruso: Александр Николаевич Пучков; Uliánovsk, 25 de marzo de 1957-San Petesburgo, 9 de octubre de 2024) fue un atleta soviético, especializado en la prueba de 110 m vallas en la que llegó a ser medallista de bronce olímpico en 1980.

## Carrera deportiva
En los JJ. OO. de Moscú 1980 ganó la medalla de bronce en los 110 metros vallas, con un tiempo de 13.43 segundos, llegando a la meta tras el alemán Thomas Munkelt y el cubano Alejandro Casañas.